# رادیو تلویزیون ملی افغانستان
رادیو تلویزیون ملی افغانستان تنها رسانهٔ دولتی افغانستان می‌باشد. نشان اختصاری این سازمان RTA می‌باشد.

## تاریخچه
نخستین برنامهٔ رادیویی افغانستان توسط رادیو کابل در سال ۱۳۰۷ در زمان امان‌الله شاه پخش شد. تلویزیون اما در پایان حکومت سردار داوود در سال ۱۳۵۷ به میان آمد.

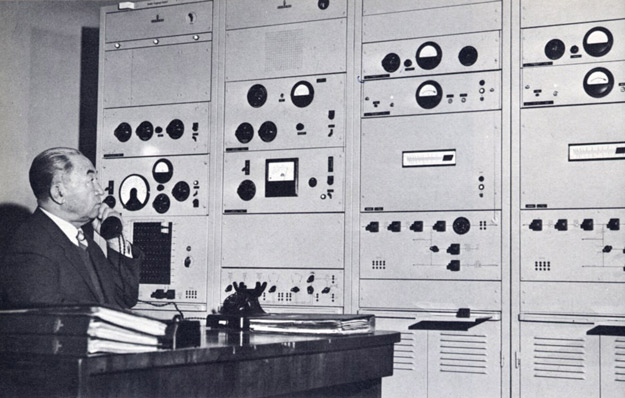
اتاق کنترل رادیو کابل دهه ٥۰ میلادی

اولین رادیو در افغانستان معاصر به نام رادیو کابل یاد می‌شد که در پل باغ عمومی کابل مرکز پخش آن قرار داشت که از دستگاه‌های فرستندهٔ موج میدیم (عموماً) پخش می‌شد، چیزی که قابل یادآوری است این موضوع است که در آن وقت دستگاه گیرندهٔ رادبو بنا بر نبود برق کمتر بود یا هیچ نبود. در سال ۱۳۲۸ اولین رادیوهای که با بطری موتر کار می‌کرد به کشور وارد و معمولاً تعداد این دستگاه‌ها در هر شهر از پنج الی ده زیاد نبود مردم کسانی را که دارای رادیو (دستگاه گیرنده) بودند به همان نام رادیو مسما می‌کردند و غالباً مردمان نزدیک به هم به تماشای و شنیدن رادیو به محلی که رادیو وجود داشت می‌آمدند. بعداً دستگاه‌های بطری خشک رواج پیدا کرد که با به میان آمدن آن تعداد رادیو در کشور زیاد شد؛ و این در حالی بود که هنوز از برق در اکثر شهرهای مهم کشور خبری نبود. در سال‌های ۳۰ تا ۴۰ خورشیدی برق در اکثر مراکز شهرها تعمیم یافت و با تعمیم برق تعداد رادیو نیز زیاد شد. با به میان آمدن رادیوهای ترانزستور قوه استفاده از رادیو زیاد شد. مردم برنامه خواننده های هندی را در [رادیو حال اندیا] گوش میکرند. در زمان داوود خان مردم برنامه کاکا جان پاکستان و بعضاًً بی‌بی‌سی را گوش می‌دادند. پس از سال ۱۳۵۷ شنوندگان بابی‌بی‌سی، صدای مصر، پاکستان و هندوستان آشنایی پیدا کردند. از پنجاه سال به این سو مردم با اخبار و پخش بی‌بی‌سی که در آن وقت برنامه‌های فارسی ایرانی داشت توجه داشتند که از جمله می‌شود از  حسین دره‌باغی از مردان و از خانم‌ها از فروزنده اربابی در بی‌بی‌سی یاد کرد، اولین خواننده از بانوان در رادیو کابل مستوره جان بود و پسانترها خانم پروین و بعداً رخشانه، جلوه و آزاده و از مردها نتو، استاد شیدا، رحیم بخش، استاد محمدحسین سرآهنگ، صابر و استاد نبی گل بود و از گروه ارکستر رادیو کابل جلیل زلاند، خیال مددی، کبوتر ساربان، آشنا، ناشناس، آرمان و ریحان و دیگرها بودند. ارکستر رادیو کابل با صدای ناب و دلپذیر هنرمندان زنگ را از قلب‌ها می‌ربود. از خوانندگان پشتو از اول میر ملنگ جان و غیره می‌توان یاد کرد در لسان پشتو آقای ویاند و در زبان دری آقای نیک محمد قایل ودیگران اخبار می‌خواندند. رادیو در آن وقت دارای نشریه‌ای به نام پشتون ژغ بود که با مهارت و زیبایی خاصی در هر پانزده روز چاپ می‌شد که برنامه‌های پانزده روزه رادیویی را با دقت تمام برنامه‌ریزی می‌کرد. از سال‌ها بدین سو زمزمه‌های شب هنگام، درهفته دو بار داستان‌های دنباله دار، سرود شب آذین قلب‌ها بود. رادیو در نشر و اشاعهٔ هنر و فرهنگ واقعاً به حیث یک نهاد آکادمیک کار می‌کرد. در برنامه‌های صبح آهنگهای میهنی و حماسی را جا می دادن. آهنگ درین وطن درین بهشت جاویدان -درین دیار به جستجو کاروان] و آهنگ (ای هیوادا زمونژ پتا-تل آزاد او دی آزادا) به آواز مسرور جمال در خاطرات مردم زنده است. از این مکتب شاگردانی چون نینواز و عبدالرحیم ساربان و ژلاند و ظاهر هویدا و غیره پا به عرصه هنر نهادند. در بخش تئاتر استادان زیادی بودند که نمایشنامه‌های بلند رادیویی را به راه می‌انداختند به قسمی که مردم منتظر رسیدن شب جمعه بودند تا نمایش درامه‌های رادیویی را بشنوند و کیف کنند. هنرمندان معروف وقت مشعل هنریار، فضل احمد فضلی، یاسین صادق، محبوبه جباری، حبیبه عسکر بودند. پس از سال ۱۳۷۱ شهر کابل که مرکز پخش رادیو و تلویزیون بود مرکز جنگهای تنظیمی گردید. برنامه‌ها خیلی ضعیف به نشر می‌رسید؛ ولی در ولایات هرات بلخ جلال‌آباد رادیو و تلویزیون هنوز باقی بودند. در زمان طالبان برنامه رادیوی وجود داشت ولی تلویزیون وجود نداشت. پس از سال ۲۰۰۲ رادیو تلویزیون افغانستان به نام رادیو تلویزیون ملی افغانستان مسمی گردید. در سال ۲۰۰۶ برنامه‌های این تلویزیون به سطح بین‌المللی پخش خویش را آغاز نمود. (چیزی را که من در این جا نوشته‌ام همه چشم‌دیدهای زندگی‌ام است و من می‌توانم از آن دفاع نمایم)

## شیوهٔ اداره
RTA رسانه‌ای متعلق به دولت افغانستان است و مدیر آن توسط وزیر فرهنگ افغانستان انتخاب می‌شود. طبق قوانین جدید این سازمان نه دولتی و نه خصوصی، بلکه رسانه‌ای مردمی است که صرفاً هزینه‌اش را دولت تأمین می‌کند.

## شبکه‌ها
این سازمان دارای یک شبکهٔ تلویزیونی سراسری و یک شبکهٔ رادیویی سراسری می‌باشد.
علاوه بر این دو شبکه سراسری آر تی ای رادیو تلویزیون ملی افغانستان هر ولایت نیز دارای رادیوها و تلویزیون‌های محلی می‌باشد که عبارتند از:
- رادیوتلویزیون ملی ننگرهار
- رادیوتلویزیون ملی بامیان
- رادیوتلویزیون ملی هرات
- رادیوتلویزیون ملی قندهار
- رادیوتلویزیون ملی بلخ
- رادیوتلویزیون ملی دایکندی
- رادیوتلویزیون ملی تخار
- رادیوتلویزیون ملی لوگر
- رادیوتلویزیون ملی غزنی
- رادیوتلویزیون ملی وردک

## نگارخانه

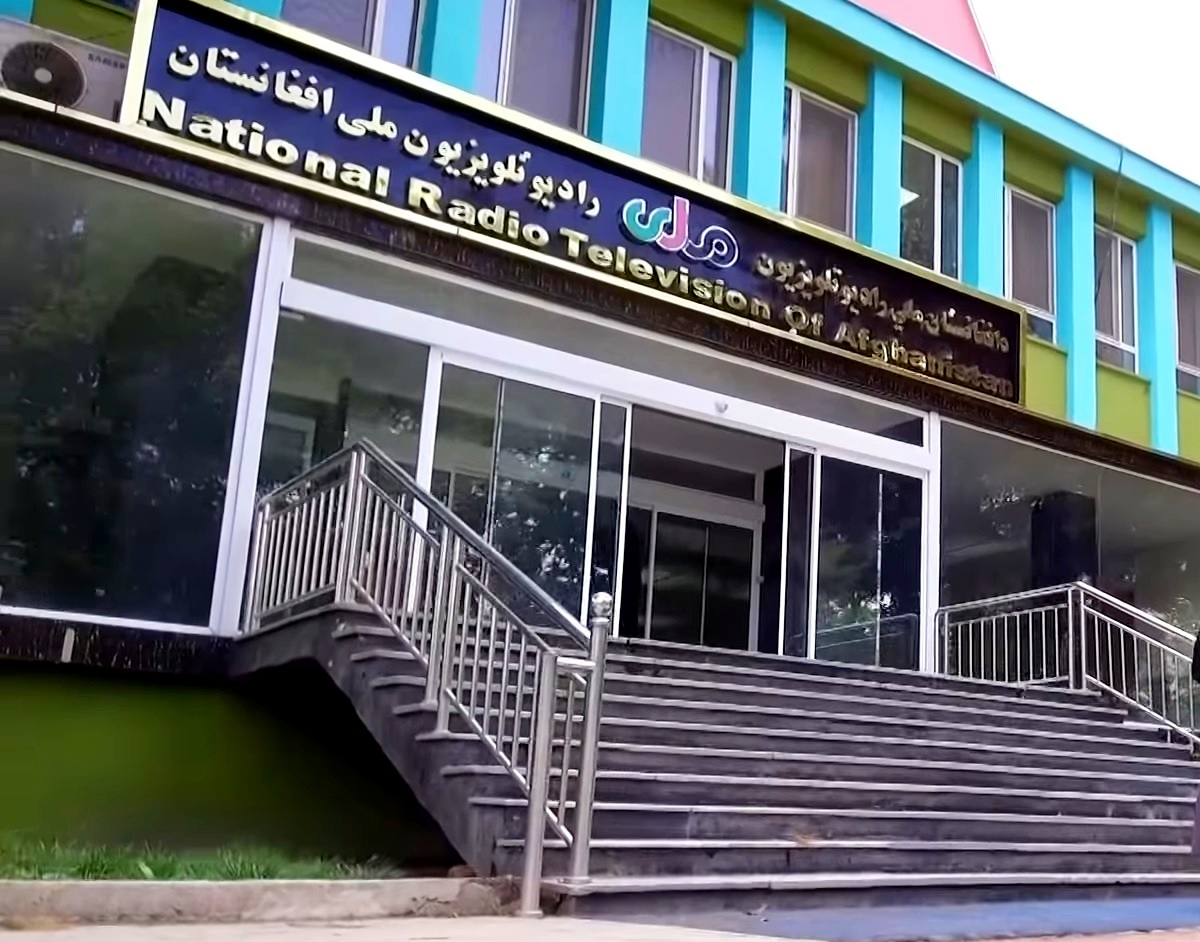
ساختمان RTA در خیابان دهم، وزیر اکبرخان، کابل
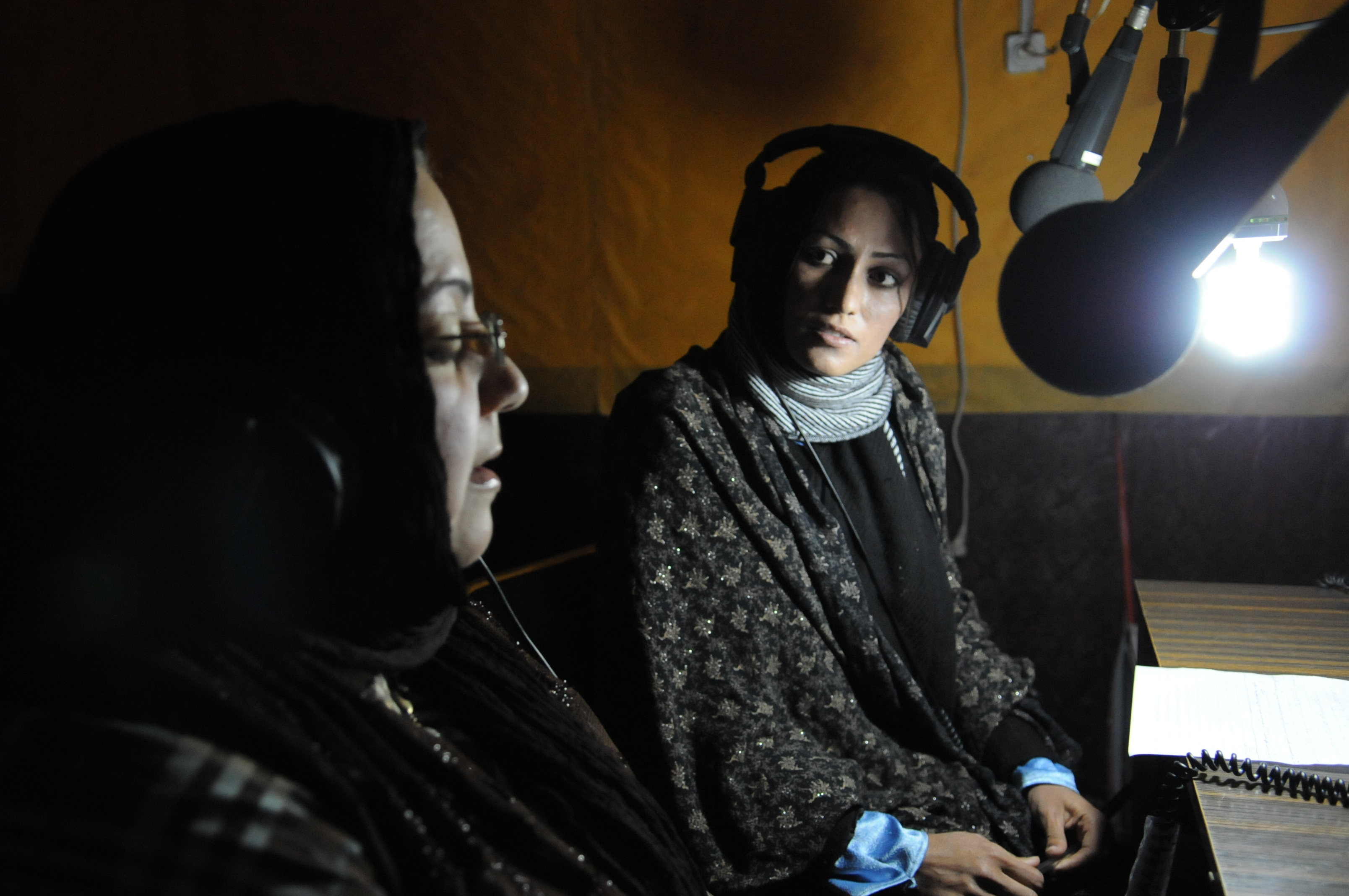
پخش زنده رادیوی منطقه‌ای در فراه در سال ۲۰۱۳